# Club parlementaire en France
Les clubs parlementaires sont, en France sous la Cinquième République, des instances le plus souvent informelles qui permettent la rencontre de membres du Parlement et de représentants d'intérêts, et la pratique du lobbying. Organisés par des parlementaires ou par des sociétés de relations publiques, ils sont généralement financés par des acteurs privés. Les clubs parlementaires ont fait l'objet, en 2016, d'une étude de la Haute Autorité pour la transparence de la vie publique.

## Caractéristiques des clubs parlementaires

### Une finalité de lobbying
Les clubs parlementaires, à distinguer des groupes d'études parlementaires thématiques qui disposent, au Sénat et à l'Assemblée nationale, d'une reconnaissance officielle et dépendent d'une commission,, ont le plus souvent un statut informel et peuvent mêler députés et sénateurs. La Haute Autorité pour la transparence de la vie publique (HATVP) en donne la définition suivante : « toutes les manifestations, quelle qu'en soit la dénomination, qui sont principalement adressées à des parlementaires, par des représentants d'intérêts, et qui présentent une certaine forme de régularité ».
Les clubs parlementaires présentent une grande diversité de fonctionnement, mais ont un objectif commun de lobbying, et « les représentants d'intérêts constituent la force motrice de ces clubs ».
Avec les rencontres parlementaires, ils font partie des méthodes « traditionnelles » des lobbies pour influencer la décision politique.

### Histoire
La création des clubs est relativement récente. Le club Douze pour l'entreprise, « le plus ancien », est fondé en 1987, le club Nouvelles technologies & société en 1995 par Bouygues Telecom, le club des Amis du cochon en 2004 par l'Inaporc et le club Vive le foie gras en 2005 par le Comité interprofessionnel des palmipèdes à foie gras. La société de relations publiques M&M Conseil, filiale du cabinet Boury, Tallon et Associés et fondée par deux anciens assistants parlementaires a joué un rôle pionnier dans la création et le développement des clubs parlementaires. Les journalistes Vincent Nouzille et Hélène Constanty estiment que « la plupart des clubs paraparlementaires ont un même géniteur », la société Boury, Tallon et Associés, fondée en 1987 par Paul Boury.

### Cadre réglementaire
L'existence de clubs parlementaires renvoie au principe constitutionnel de libre exercice du mandat parlementaire ainsi qu'à la liberté d'association. Elle pose la question d'un éventuel mandat impératif des parlementaires.
Depuis 2010, des règles déontologiques croissantes s'appliquent aux activités des parlementaires. Le règlement de l'Assemblée nationale interdit ainsi « la constitution, au sein de l'Assemblée nationale, dans les formes prévues à l'article 19 ou sous quelque autre forme ou dénomination que ce soit, de groupes de défense d'intérêts particuliers, locaux ou professionnels et entraînant pour leurs membres l'acceptation d'un mandat impératif », le règlement du Sénat prohibe la « constitution, au sein du Sénat, de groupes tendant à défendre des intérêts particuliers, locaux ou professionnels ». Cependant, la HATPV considère en 2016 que, s'agissant des clubs parlementaires, ces mesures d'encadrement restent très lacunaires, voire sont inexistantes.

### Fonctionnement
Afin de mettre en relation divers professionnels et des parlementaires, les clubs parlementaires proposent repas, rencontres, colloques ou déplacements. Les clubs réalisent également des notes d'analyse, des revues de presse et des actions de représentations d'intérêts,.
Certaines sociétés organisatrices de clubs transmettent à leurs membres des propositions d'amendements, ou revendiquent un rôle dans le débat public,.
Le budget annuel d'un club parlementaire peut varier de quelques dizaines de milliers d'euros à 400 000 euros. Selon Marc Teyssier d'Orfeuil, directeur du cabinet de lobbying Com'Publics qui organise plusieurs clubs parlementaires, « je suis payé par des sociétés privées qui me commandent du lobbying. Le club fonctionne avec des cotisations : de 5 000 à 30 000 euros selon la taille des entreprises ».

## Rapport de la HATVP

### Contexte
Le rapport de la Haute Autorité pour la transparence de la vie publique (HATVP) publique consacré, en 2016, aux clubs parlementaires, est le résultat d'une saisine de l'organisme par Claude Bartolone, alors Président de l'Assemblée nationale.
Selon Guillaume Courty et Marc Milet, la publication du rapport sur les clubs parlementaires « en plein débat parlementaire de la loi Sapin II (...) devient l’occasion de rappeler la nécessité d’établir un " code de déontologie adossé à un registre afin d’encadrer l’action des représentants d’intérêts présents dans les clubs" » et vise à légitimer les dispositifs introduits par la loi Sapin II. Éric Buge, secrétaire général adjoint de la HATVP, indique que la publication du rapport s'inscrit dans la « mission de conseil et de recommandations auprès des institutions publiques » de l'organisme.
Le rapport de la HATVP s'inscrit dans un contexte de réflexion initié par le livre bleu du lobbying en 2008, le rapport du déontologue de l'Assemblée nationale Jean Gicquel en 2011 et celui du déontologue du Sénat François Pillet en 2015.

### Enjeux identifiés
La HATVP identifie, dans l'activité des clubs parlementaires, plusieurs enjeux. Elle estime que, d'une façon générale, l'action des représentants d'intérêts ou lobbies auprès des élus s'accompagne parfois de pratiques critiquables. Parmi celles-ci, elle recense un mélange des genres, l'exigence faite aux entreprises de contrepartie financière en échange d'un temps de parole, et un net manque de transparence,. La HATVP estime que la réglementation est, en 2016, insuffisante.
Plusieurs enjeux identifiés par le rapport de la HATVP rejoignent les préoccupations des lobbyistes eux-mêmes, exprimées en 2008 dans le « livre bleu du lobbying »et réitérées en 2016.

### Propositions de réglementation
La HATVP fait en 2016 une série de propositions,.
Pour les lobbies, la HATVP propose de créer un registre des représentants d'intérêts pour assurer la transparence des clubs parlementaires, d'établir des obligations déontologiques pour les représentants d'intérêts inscrits, de les obliger à rendre compte de leurs activités de lobbying impliquant des parlementaires, comme à informer les parlementaires du coût des invitations qui leur sont adressées.
S'agissant des parlementaires, la HATVP suggère de rappeler, d'une part que les fonctions détenues par un parlementaire au sein d'un club doivent figurer sur leur déclaration d'intérêts, d'autre part l'obligation pour un parlementaire de déclarer tous avantages et invitations reçus dans le cadre de leur fonction, d'une valeur supérieure à 150 euros.
La HATVP propose d'interdire la réunion de groupes d'intérêts privés, et notamment les clubs parlementaires, dans l'enceinte du Parlement, d'interdire la domiciliation des clubs parlementaires dans les assemblées, de rappeler la règle de gestion des moyens mis à disposition des parlementaires, et d'engager une réflexion sur le nombre et les moyens des groupes d'études parlementaires.

## Tableau des clubs
Le recensement effectué en 2016 pour la rédaction du rapport de la Haute autorité pour la transparence de la vie publique (HATVP) est incomplet, en raison du caractère informel de nombreux clubs, de « l’absence d’existence officielle de ces clubs » et du temps d'enquête restreint. Un certain nombre de clubs recensés dans le rapport du déontologue de l'Assemblée nationale en 2011, tels le Club Hippocrate, le Club Cérès ou le Club Athéna n'y figurent plus.
Le rapport de la HATVP distingue les clubs parlementaires créés par une société de relations publiques (Com'Publics, Boury Tallon & Associés, Anthenor Public Affairs) et ceux créés par des parlementaires.

### Clubs hors sociétés de relations publiques
| Club                                                      | Objectif | Présidence                                                        | Parlementaires membres | Financeurs ou partenaires | Statut      |
| --------------------------------------------------------- | --- | ----------------------------------------------------------------- | ---------------------- | --- | ----------- |
| Amicale parlementaire de la maroquinerie                  | « Échanger autour des grands enjeux de l'industrie française de la maroquinerie »                                                                            | Colette Langlade, Gérard Bailly                                   | 22                     | Fédération française de la maroquinerie. | Informel    |
| Amicale parlementaire brassicole                          | non renseigné | Catherine Génisson, André Schneider                               | non renseigné          | non renseigné | Informel    |
| Association nationale des élus de la vigne et du vin      | « Promouvoir le dynamisme du secteur et la qualité de vie de nos villages, de nos terroirs vitivinicoles, et des hommes qui la composent ».                  | Nathalie Delattre, Philippe Huppé                                 | 107                    | Université du Vin - Suze la Rousse, Oenovideo, ViTeff, Réussir, Confédération nationale des appellations d'origine contrôlée, Wine Tourism in France, société Adelphe.                          | Association |
| Avenir Transports                                         | « Faciliter la compréhension, par les élus, de tous les enjeux liés à tous les modes et infrastructures de transport, sans distinction ni préférence ».      | Alain Gest, Gilles Savary                                         | Environ 200            | Environ 20 organisations professionnelles et 20 grandes entreprises | Association |
| Club des parlementaires amateurs de havanes               | non renseigné | André Santini                                                     | En 2013, environ 50    | Non renseigné dans le rapport de la Hatvp. En 2013, British American Tobacco. | Informel    |
| Club des parlementaires pour le vélo                      | « Promouvoir l'utilisation du vélo comme mode de transport à part entière et dans toutes ses composantes ».                                                  | non renseigné                                                     | 95                     | Club des villes et territoires cyclables, Union nationale de l'industrie du vélo, Mieux se déplacer à bicyclette, Véloroutes et voies vertes.                                                   | Informel    |
| Club parlementaire « objectif bio »                       | « Espace privilégié pour l'initiative parlementaire et l'approfondissement des réponses proposées par l'agriculture biologique à divers enjeux de société ». | Didier Guillaume, Antoine Herth, Catherine Quéré, Chantal Jouanno | 25                     | Fédération nationale d'agriculture biologique, Syndicat des entreprises bio agroalimentaires, Bio Consom'acteurs, Terre de Liens, MABD, Association pour le maintien d'une agriculture paysanne | Association |
| Club parlementaire du numérique                           | « Dialoguer avec les professionnels du numérique, (...) sensibiliser les parlementaires aux enjeux de l'économie numérique ».                                | Bruno Retailleau                                                  | non renseigné          | non renseigné | Informel    |
| Club parlementaire pour la protection et l'étude des sols | « Défendre les intérêts liés à la protection et à la préservation des sols », dans une perspective de développement durable.                                 | Sandrine Bélier                                                   | non renseigné          | non renseigné | Association |
| Groupe des parlementaires pour l'espace                   | « informer le pouvoir législatif sur les évolutions du domaine spatial, être ainsi un acteur de la décision politique ».                                     | Chantal Berthelot                                                 | 56                     | Arianespace, Centre national d'études spatiales, EADS, Safran, Thales Alenia Space | Association |

### Clubs organisés par une société de relations publiques
| Club                                               | Objectif                                                                                | Présidence                                                                                | Parlementaires membres | Financeurs ou partenaires | Société organisatrice    |
| -------------------------------------------------- | --------------------------------------------------------------------------------------- | ----------------------------------------------------------------------------------------- | ---------------------- | --- | ------------------------ |
| Cercle des eaux minérales naturelles               | « Valorisation des actions menées par la filière des eaux minérales naturelles ».       | Michèle André, André Chassaigne, Marc Francina, Christian Franqueville, Pierre Médevielle | 76                     | Chambre syndicale des eaux minérales | Com'Publics              |
| Club autonomie et dépendance                       | « Défendre les enjeux économiques et sociaux liés au vieillissement de la population ». | Joëlle Huillier, Marc Le Fur, Bariza Khiari                                               | 83                     | AD-PA, Adef Résidences, Aegide Domitys, Agevillage, Arefo-Arpad, Audiens, Carrefour des aînés, Centrale des opticiens, Caisse nationale d'assurance vieillesse, CNETH, Crédit agricole assurances, DomusVi, Engie Ineo, Familisante, Fondation Caisse d'épargne pour la solidarité, Icade, Incisiv, Korian, Medissimo, Nutricia, Ocirp, Groupe PRO BTP, Responsage, Senior Cottage, Silver Valley, Union Saint-Martin, Vieillir en France, Virage Viager | Com'Publics              |
| Club Bois & forêts                                 | « Filière bois et forêts ».                                                             | Florence Delaunay, Gérard César, Germinal Peiro, Philippe Leroy                           | 130                    | France Bois forêts, Office national des forêts, Engie Cofely | Com'Publics              |
| Club Chiens et société                             | « La filière canine ».                                                                  | Roger Madec, Yves Censi                                                                   | 0                      | Société centrale canine | Com'Publics              |
| Club de l'accession à la propriété                 | « Logement : accession, location, foncier »                                             | Marie-Noëlle Lienemann, François de Rugy, Dominique Estrosi Sassone                       | 93                     | Caisse d'épargne, Crédit mutuel Arkéa, La Banque postale, Bouygues, Crédit agricole, Demathieu Bard, Eiffage, Icade, MDH Promotion, Pitch Promotion, Groupe Arcade, Expansiel Promotion, Groupe Gambetta, ICF Habitat, Société nationale des chemins de fer français, La Poste, Polylogis, SNI, Grand Paris Habitat, Efidis, Vilogia, Fédération des EPL, LCA-FFB, Union sociale pour l'habitat, Fédération des promoteurs immobiliers, Fidal, AIC-AIT | Com'Publics              |
| Club de l'accession à la propriété en région PACA  | Logement                                                                                | Aucun                                                                                     | 93                     | Pitch Promotion, Groupe Arcade, Groupe Gambetta, AIC-AIT | Com'Publics              |
| Club de l'économie collaborative                   | « Économie collaborative, numérique, droit du travail »                                 | Frédéric Lefebvre, Luc Belot                                                              | 0                      | Mobivia Groupe, Via ID, Mutum | Com'Publics              |
| Club de l'emballage léger en aluminium et en acier | « Comment améliorer le recyclage des emballages métalliques »                           | Gérard Miquel, Philippe Vilte                                                             | ?                      | Alfyma, Alltub, Ball Packaging Europe, BCME France, The Coca-Cola Company, France Aluminium Recyclage, Fromageries Bel, Materne, Nespresso, Syndicat des fabricants de boites, Veolia Propreté | Com'Publics              |
| Club de la médecine thermale                       | Valorisation de la médecine thermale                                                    | Aucun                                                                                     | 33                     | Conseil national des établissements thermaux | Com'Publics              |
| Club de la Table française                         | « Valorisation de la gastronomie française »                                            | Alain Suguenot, Gérard Miquel, Bruno Le Roux, Catherine Dumas                             | 304                    | Association nationale des industries alimentaires, Chambre d'agriculture en France, Association des maîtres restaurateurs, Atout France, Bragard, Brasseurs de France, Campagnes TV, Comité interprofessionnel des palmipèdes à foie gras, CNCT, CNPO, Comité francéclat, Confédération des arts de la table, Cordon bleu, Cuisiniers de la République, Danone eaux, Engie Ineo, Eurotoques, Fédération des fromagers de France, Fédération française des spiritueux, Ferrandi Paris, Fédération nationale des syndicats d'exploitants agricoles, Fondation Alliance française, Gault et Millau, Groupement national interprofessionnel des semences et plants, Grey Goose, Groupe Casino, Institut national de l'origine et de la qualité, La Galerie des millésimes, Maîtres cuisiniers, Nespresso, Pernod Ricard, Rungis, Société des meilleurs ouvriers de France, Sopexa, St Germain, Synhorcat, Unijus | Com'Publics              |
| Club des amis du cochon                            | « Filière porcine »                                                                     | Aucun                                                                                     | 172                    | Inaporc | Com'Publics              |
| Club de l'économie circulaire                      | « Réforme territoriale, prévention des déchets et filière recyclage »                   | Chantal Jouanno, François-Michel Lambert                                                  | 0                      | Paprec Group, Ecofolio, Nespresso, EcoMobilier, Groupe Saur, L'Oréal, Novamont, Valdelia, Innoveox, The Coca-Cola Company, Tarkett, Agence belge entreprises et innovation, Eco-Emballages, Séché Environnement, Suez Environnement, Plastic Omnium, Veolia Propreté. | Boury, Tallon & Associés |
| Club des voitures écologiques                      | Véhicules écologiques                                                                   | Michel Destot, Philippe Goujon                                                            | 78                     | Alphabet, BMW, Engie Ineo, Comité français butane propane, Compagnie nationale du Rhône, Confédération générale des planteurs de betteraves, DBT, EDF, EFFIA, FEDA, Flexfuel Company, Fondation Prince-Albert-II-de-Monaco, Gaz Réseau Distribution France, MAAF, McPhy Energy, Michelin, Mini, Mobivia Groupe, Nissan, Toyota, Tesla. | Com'Publics              |
| Club du dernier kilomètre de livraison             | Logistique urbaine                                                                      | Valérie Lacroute, Razzy Hammadi                                                           | 26                     | Astre City, Engie Cofely, Engie Ineo, AVERE, Fédération nationale des métiers du stationnement, Fondation Prince-Albert-II-de-Monaco, Fraikin, France Nature Environnement, Gaz Réseau Distribution France, Groupe Gruau, Univers 4v Helem, L'Argus, McPhy Energy, Michelin, Nespresso, Nissan, Parkeon, Pitch Promotion, Raisinor, Semmaris, Scania, SNCF Logistics, Star's service, Symbio F Cell, Voies navigables de France. | Com'Publics              |
| Club du deux-roues motorisé                        | Deux-roues motorisés                                                                    | Jérôme Lambert, Stéphane Travert, Philippe Vitel                                          | 6                      | CSIAM | Com'Publics              |
| Club France terre de tourisme                      | Développement du tourisme                                                               | Olivier Cadic, Luc Carvounas, Daniel Fasquelle, Pascal Terrasse                           | 178                    | Synhorcat, FNHPA, Fédération nationale des gîtes de France, Fédération nationale des offices de tourisme de France, Lucien Barrière, Groupe Pierre & Vacances-Center Parcs, Société Central Hotel, La France du Nord au Sud, ANMSM, Atout France. | Com'Publics              |
| Club Mer & Océan                                   | L'espace maritime                                                                       | Philippe Folliot, Jérôme Bignon, Michel Delebarre, Gwendal Rouillard, Édouard Philippe    | 95                     | Armateurs de France, Association océanides, CESER, Cluster maritime français, FIAC, Fondation Prince-Albert-II-de-Monaco, Institut océanographique | Com'Publics              |
| Club Mieux vivre en ville - sécurité pour tous     | Sécurité                                                                                | François Pupponi, Gérard Hamel, Xavier Lemoine, Francis Vercamer, Jacques Bangou          | 36                     | Spallian, Engie Ineo, Société centrale canine, Indigo, Club des jeunes cadres en sûreté, Dalkia, Agrepi | Com'Publics              |
| Automobile & Mobilité                              | Avenir de l'automobile                                                                  | Hugues Fourage, Jean-Marie Tétart                                                         | 0                      | 10 entreprises, fédérations professionnelles et établissements publics. | Anthenor Public Affairs  |
| Club de la protection sociale                      | Politiques publiques en matière de protection sociale                                   | Pascal Terrasse, Arnaud Robinet                                                           | 0                      | 25 structures, compagnies d'assurance, mutuelle, prévoyance, caisses et syndicats professionnels. | Anthenor Public Affairs  |
| Nouvelle révolution industrielle                   | Innovation industrielle, économie numérique                                             | Olivier Faure, Laure de La Raudière                                                       | 0                      | 4 entreprises, fédérations professionnelles et établissements publics. | Anthenor Public Affairs  |
| Club sport                                         | Réglementation et législation du sport                                                  | Pascal Deguilhem, Sophie Dion, Jean-Jacques Lozach                                        | 0                      | 20 entreprises, fédérations et ligues sportives, et établissements publics. | Anthenor Public Affairs  |
| Club Avenir de l'audiovisuel et des médias         | Réglementation et législation de la filière                                             | Franck Riester, Michel Francaix                                                           | 0                      | 30 entreprises, fédérations, établissements publics, sociétés de droits d'auteur. | Anthenor Public Affairs  |
| Club pour l'investissement public                  | Commande publique                                                                       | Aucun                                                                                     | 1                      | Pas de partenaires déclarés. | Com'Publics              |
| Club PPP                                           | Contrats de partenariat public-privé                                                    | Aucun                                                                                     | Aucun                  | Une trentaine de partenaires privés. | Com'Publics              |
| Club Produire en France                            | Simplification et commande publique                                                     | André Chassaigne, Jean Grellier, Yves Jégo                                                | 150                    | Alstom, Arjowiggins, Le Slip français, Scania, Esprit de service, Mobivia Groupe. | Com'Publics              |
| Club Vive le foie gras                             | Filière des palmipèdes gras                                                             | Aucun                                                                                     | 121                    | Comité interprofessionnel des palmipèdes à foie gras | Com'Publics              |
| Douze pour l'entreprise                            | Favoriser le dialogue entre le monde économique et les responsables politiques          | Pas de présidence de parlementaire                                                        | Aucune adhésion        | Association française de la gestion financière, Ardian, Association française des sociétés financières, Coop de France, Crédit agricole, Engie, Eurazeo, Fédération bancaire française, Française des jeux, Genoyer, L'Oréal, Morpho, MSD, Pfizer, Groupe PSA, TDF, Total. | Boury, Tallon & Associés |
| Observatoire de l'œuf                              | Filière des poules pondeuses                                                            | Germinal Peiro, Marc Le Fur, Angélique Delahaye                                           | 19                     | Comité national pour la promotion de l'œuf | Com'Publics              |
| Parlement et communication                         | Réfléchir avec des dirigeants d'entreprises dans le domaine de l'information            | Pas de présidence de parlementaire                                                        | Aucune adhésion        | France Télévisions, Médiamétrie, MSD, NBCUniversal, Radio France, TDF, Vivendi | Boury, Tallon & Associés |
| Science & débat                                    | Rapprocher la communauté scientifique du citoyen                                        | Anne-Yvonne Le Dain, Patrick Hetzel                                                       | Aucune adhésion        | Covestro, AstraZeneca, Morpho, Orange, Agence nationale de sécurité sanitaire de l'alimentation, de l'environnement et du travail, Cap digital, CentraleSupélec | Boury, Tallon & Associés |